# Liste des codes OACI des aéroports/L
Pour un article plus général, voir Liste des codes OACI des aéroports.
- A
- B
- C
- D
- E
- F
- G
- H
- I
- J
- K
- L
- M
- N
- O
- P
- Q
- R
- S
- T
- U
- V
- W
- X
- Y
- Z

Format des données :
- Code OACI (code AITA) – Nom de l'aérodrome – Ville desservie (département) – Altitude aérodrome – Nombre de pistes (remarques)

## LA
Albanie :
- LAFK – Héliport de Tirana  – Tirana
- LAGJ – Base militaire de Gjadër – Gjadër
- LAKO – Aéroport de Korçë – Korçë
- LAKU – Aéroport Cheikh Zayed de Kukës  – Kukës
- LAKV – Base militaire de Kuçovë – Kuçovë
- LASK – Aéroport de Shkodër – Shkodër (Shkodra)
- LASR – Aéroport de Sarandë – Sarandë (Saranda)
- LATI Aéroport international de Tirana
- LAVL – Aéroport de Vlorë – Vlorë (Vlora)

## LB
Bulgarie :
- LBBG (BOJ) – Aéroport de Bourgas – Bourgas
- LBBR – Base militaire de Ravnetz – Ravnetz
- LBDB - Dolna Bania
- LBED – Aérodrome d'Erden
- LBGO (GOZ) – Aéroport de Gorna Oryahovitsa – Gorna Oryahovitsa
- LBHS (HKV) – Base militaire d'Uzundzhovo – Haskovo
- LBIA (JAM) – Base militaire de Bezmer – Bezmer, Province de Yambol
- LBKJ – Kyrdjali
- LBKK – Kazanlyk
- LBLS – Aéroport de Lesnovo (privé)
- LBMG – Base militaire de Gabrovnitsa – Gabrovnitsa (Gabrovnica)
- LBMM – aérodrome de Montana
- LBPD (PDV) – Aéroport international de Plovdiv – Plovdiv
- LBPG – Base militaire de Graf Ignatievo – Graf Ignatievo / Plovdiv
- LBPK – aérodrome de Pernik
- LBPL (PVN) – Base militaire de Dolna Mitropolia – Dolna Mitropoliia / Pleven
- LBPR – aérodrome de Primorsko (privé)
- LBPS – Base militaire de Cheshnigirovo
- LBRS (ROU) – Aéroport de Roussé – Roussé
- LBSD – Base militaire de Dobroslavtsi – Dobroslavtsi (Dobroslavci)
- LBSF : Aéroport international de Sofia
- LBSL – Base militaire de Sliven – Sliven
- LBSS (SLS) – Base militaire de Silistra – Silistra
- LBSZ (SZR) – Aéroport international de Stara Zagora – Stara Zagora
- LBTG – Base militaire de Bukhovtsi – Targovishte
- LBTV – Aérodrome de Voden
- LBVD (VID) – Base militaire de Vidin – Vidin
- LBWB – Base militaire de Baltchik – Baltchik
- LBWC – Héliport de Chaika / Varna
- LBWK – Kalimanci / Varna
- LBWN (VAR) – Aéroport international de Varna – Varna

## LC
Chypre :
- LCEN : Aéroport international Ercan
- LCLK : Aéroport International de Larnaca
- LCPH (PFO) – Aéroport international de Paphos – Paphos
- LCRA (AKT) – Base de la RAF (Royal Air Force) Akrotiri – Akrotiri

## LD
Croatie :
- LDDA – Daruvar Airport
- LDDD – Zagreb AFTN Airport
- LDDP – Ploče Airport
- LDDU (DBV) – Aéroport de Dubrovnik
- LDLO (LSZ) – Lošinj Airport
- LDOB – Borovo Airport
- LDOC – Čepin Airport
- LDOR – Slavonski Brod Airport
- LDOS : Aéroport d'Osijek
- LDPL (PUY) – Aéroport de Pula
- LDPM – Medulin Airport
- LDPN – Unije Airport
- LDPV – Vrsar Airport
- LDRG – Grobničko Polje Airport
- LDRI (RJK) – Aéroport de Rijeka
- LDRO – Otočac Airport
- LDSB (BWK) – Aéroport de Brač
- LDSH – Hvar Airport
- LDSP (SPU) – Aéroport de Split
- LDSS – Sinj Airport
- LDVA – Varazdin Airport
- LDVC – Čakovec Airport
- LDVK – Koprivnica Airport
- LDZA : Aéroport de Zagreb,
- LDZD : Aéroport de Zadar,
- LDZG – Zagreb City Airport
- LDZL – Zagreb Lučko Airport
- LDZO – Zagreb ACC Airport
- LDZU – Udbina Airport

## LE
Espagne :
- LEAL : Aéroport d'Alicante-Elche,
- LEBB : Aéroport international de Bilbao,
- LEBG : Aéroport de Burgos,
- LEBL : Aéroport international de Barcelone-El Prat,
- LECO : Aéroport de La Corogne,
- LEGE : Aéroport de Gérone-Costa Brava
- LEGR : Aéroport de Grenade-Federico García Lorca
- LEIB : Aéroport d'Ibiza
- LELN : Aéroport de León
- LEMD : Aéroport Adolfo Suárez, de Madrid-Barajas
- LEMI : Aéroport de Murcia
- LEMG : Aéroport de Malaga,
- LESO : Aéroport de Saint-Sébastien
- LEST : Aéroport de Saint-Jacques-de-Compostelle
- LEVC : Aéroport de Valence
- LEVT : Aéroport de Vitoria-Gasteiz
- LEVX : Aéroport de Vigo-Peinador
- LEZL : Aéroport de Séville
- LEPA : Aéroport de Palma de Majorque

## LF
France métropolitaine :
Voir aussi Liste des aérodromes français
ou Catégorie:Aéroport français
- LFAB (DPE) – Aéroport de Dieppe - Saint-Aubin – Dieppe (Seine-Maritime) – 104 m alt – 2 pistes
- LFAC (CQF) – Aéroport de Calais - Dunkerque – Calais (Pas-de-Calais) – 3 m alt – 2 pistes
- LFAD – Aérodrome de Compiègne - Margny – Compiègne (Oise) – 96 m alt – 1 piste
- LFAE – Aérodrome d'Eu - Mers - Le Tréport – Eu (Seine-Maritime) – 99 m alt – 1 piste (usage restreint)
- LFAF – Aérodrome de Laon - Chambry – Laon (Aisne) – 78 m alt – 2 pistes
- LFAG – Aéroport de Peronne - Saint-Quentin – Péronne (Somme) – 89 m alt – 1 piste
- LFAI – Aéroport de Nangis Les Loges – Nangis (Seine-et-Marne) – 130 m alt – 2 pistes
- LFAJ – Aéroport d'Argentan – Argentan (Orne) – 177 m alt – 1 piste
- LFAK – Aérodrome de Dunkerque - Les Moëres – Dunkerque (Nord) – -1 m alt – 1 piste (usage restreint)
- LFAL – Aérodrome de La Flèche - Thorée-les-Pins – La Flèche (Sarthe) – 36 m alt – 1 piste (usage restreint)
- LFAM – Aéroport de Berck-sur-Mer – Berck (Pas-de-Calais) – 9 m alt – 2 pistes
- LFAN – Aérodrome de Condé-sur-Noireau – Condé-sur-Noireau (Calvados) – 254 m alt –   pistes (désaffecté)
- LFAO – Aéroport de Bagnoles-de-l'Orne - Couterne – Bagnoles-de-l'Orne (Orne) – 218 m alt – 1 piste
- LFAP – Aérodrome de Rethel - Perthes - Perthes – Rethel (Ardennes) – 126 m alt – 1 piste (usage restreint)
- LFAQ – Aéroport d'Albert-Picardie – Albert (Somme) – 110 m alt – 1 piste en dure 2200 m x 45 m et une piste en herbe 1000 m x 80 m
- LFAR – Aérodrome de Montdidier – Montdidier (Somme) – 109 m alt – 1 piste (usage restreint)
- LFAS – Aérodrome de Falaise Mont d'Eraines – Falaise (Calvados) – 156 m alt – 1 piste (usage restreint)
- LFAT (LTQ) – Aéroport du Touquet-Paris-Plage – Le Touquet-Paris-Plage (Pas-de-Calais) – 10 m alt – 1 piste
- LFAU – Aérodrome de Vauville – Vauville (Manche) – 138 m alt – 1 piste (usage restreint)
- LFAV – Aéroport de Valenciennes - Denain – Valenciennes (Nord) – 53 m alt – 3 pistes
- LFAW – Aérodrome de Villerupt – Villerupt (Meurthe-et-Moselle) – 397 m alt – 1 piste (usage restreint)
- LFAX – Aéroport de Mortagne-au-Perche – Mortagne-au-Perche (Orne) – 270 m alt – 1 piste
- LFAY – Aéroport d'Amiens - Glisy – Amiens (Somme) – 63 m alt – 2 pistes
- LFBA (AGF) – Aéroport Agen-La Garenne – Agen (Lot-et-Garonne) – 62 m alt – 1 piste
- LFBC – base aérienne de Cazaux – La Teste-de-Buch (Gironde) – 25 m alt – 1 piste (militaire)
- LFBD (BOD) – Aéroport de Bordeaux - Mérignac – Bordeaux (Gironde) – 50 m alt – 2 pistes
- LFBE (EGC) – Aéroport Bergerac-Roumanière – Bergerac (Dordogne) – 52 m alt – 2 pistes
- LFBF – Aéroport de Francazal – Toulouse (Haute-Garonne) – 163 m alt – 1 piste
- LFBG (CNG) – Base aérienne de Cognac Châteaubernard – Cognac (Charente) – 31 m alt – 3 pistes (militaire)
- LFBH (LRH) – Aéroport de La Rochelle - île de Ré – La Rochelle (Charente-Maritime) – 22 m alt – 1 piste
- LFBI (PIS) – Aéroport de Poitiers-Biard – Poitiers (Vienne) – 128 m alt – 3 pistes
- LFBJ – Aéroport de Saint-Junien – Saint-Junien (Haute-Vienne) – 274 m alt – 1 piste
- LFBK (MCU) – Aéroport de Montluçon Guéret – Montluçon (Creuse) – 412 m alt – 2 pistes
- LFBL (LIG) – Aéroport de Limoges Bellegarde – Limoges (Haute-Vienne) – 396 m alt – 2 pistes
- LFBM – Base aérienne 118 Mont-de-Marsan – Mont-de-Marsan (Landes) – 61 m alt – 1 piste (militaire)
- LFBN (NIT) – Aérodrome de Niort Souché – Niort (Deux-Sèvres) – 61 m alt – 2 pistes
- LFBO (TLS) – Aéroport Toulouse Blagnac – Toulouse (Haute-Garonne) – 152 m alt – 2 pistes
- LFBP (PUF) – Aéroport Pau-Pyrénées – Pau (Pyrénées-Atlantiques) – 187 m alt – 1 piste
- LFBR – Aérodrome de Muret-Lherm – Muret (Haute-Garonne) – 189 m alt – 3 pistes
- LFBS – Aéroport de Biscarrosse - Parentis – Biscarrosse (Landes) – 29 m alt – 3 pistes
- LFBT (LDE) – Aéroport de Tarbes-Lourdes-Pyrénées – Tarbes (Hautes-Pyrénées) – 384 m alt – 1 piste
- LFBU (ANG) – Aéroport international Angoulême-Cognac – Angoulême (Charente) – 132 m alt – 2 pistes
- LFBV – Aéroport de Brive-Laroche – Brive-la-Gaillarde (Corrèze) – 116 m alt – 2 pistes
- LFBX (PGX) – Aéroport Périgueux-Bassillac – Périgueux (Dordogne) – 99 m alt – 2 pistes
- LFBY – Aéroport de Dax - Seyresse – Dax (Landes) – 32 m alt – 1 piste
- LFBZ (BIQ) – Aéroport de Biarritz-Pays basque – Biarritz (Pyrénées-Atlantiques) – 74 m alt – 1 piste
- LFCA – Aéroport de Châtellerault Targé – Châtellerault (Vienne) – 63 m alt – 1 piste
- LFCB – Aéroport de Bagnères-de-Luchon – Bagnères-de-Luchon (Haute-Garonne) – 618 m alt – 1 piste
- LFCC (ZAO) – Aéroport de Cahors - Lalbenque – Cahors (Lot) – 277 m alt – 2 pistes
- LFCD – Aéroport d'Andernos-les-Bains – Andernos-les-Bains (Gironde) – 20 m alt – 1 piste
- LFCE – Aéroport de Guéret - Saint-Laurent – Guéret (Creuse) – 367 m alt – 1 piste
- LFCF – Aérodrome de Figeac-Livernon – Figeac (Lot) – 331 m alt – 1 piste
- LFCG – Aérodrome de Saint-Girons - Antichan – Saint-Girons (Ariège) – 416 m alt – 3 pistes
- LFCH – Aéroport d'Arcachon - La Teste-de-Buch – Arcachon (Gironde) – 14 m alt – 2 pistes
- LFCI (LBI) – Aérodrome d'Albi - Le Séquestre – Albi (Tarn) – 171 m alt – 1 piste
- LFCJ – Aéroport de Jonzac - Neulles – Jonzac (Charente-Maritime) – 39 m alt – 3 pistes
- LFCK (DCM) – Aéroport de Castres Mazamet – Castres (Tarn) – 239 m alt – 1 piste
- LFCL – Aéroport de Toulouse - Lasbordes – Toulouse (Haute-Garonne) – 139 m alt – 1 piste
- LFCM – Aéroport de Millau Larzac – Millau (Aveyron) – 794 m alt – 1 piste
- LFCN – Aéroport de Nogaro – Nogaro (Gers) – 92 m alt – 2 pistes ( )
- LFCO – Aéroport d'Oloron - Herrère – Oloron-Sainte-Marie (Pyrénées-Atlantiques) – 299 m alt – 2 pistes
- LFCP – Aéroport de Pons - Avy – Pons (Charente-Maritime) – 35 m alt – 1 piste
- LFCQ – Aéroport de Graulhet - Montdragon – Graulhet (Tarn) – 177 m alt – 2 pistes
- LFCR (RDZ) – Aéroport de Rodez Marcillac – Rodez (Aveyron) – 582 m alt – 2 pistes
- LFCS – Aéroport de Bordeaux - Léognan - Saucats – Bordeaux (Gironde) – 57 m alt – 2 pistes
- LFCT – Aéroport de Thouars – Thouars (Deux-Sèvres) – 103 m alt – 2 pistes
- LFCU – Aéroport d'Ussel - Thalamy – Ussel (Corrèze) – 740 m alt – 2 pistes
- LFCV – Aéroport de Villefranche-de-Rouergue – Villefranche-de-Rouergue (Aveyron) – 334 m alt – 1 piste
- LFCW – Aéroport de Villeneuve-sur-Lot – Villeneuve-sur-Lot (Lot-et-Garonne) – 57 m alt – 1 piste
- LFCX – Aéroport de Castelsarrasin - Moissac – Castelsarrasin (Tarn-et-Garonne) – 74 m alt – 2 pistes
- LFCY (RYN) – Aérodrome de Royan - Médis – Royan (Charente-Maritime) – 21 m alt – 2 pistes
- LFCZ – Aéroport de Mimizan – Mimizan (Landes) – 49 m alt – 1 piste
- LFDA – Aéroport d'Aire-sur-l'Adour – Aire-sur-l'Adour (Landes) – 78 m alt – 2 pistes
- LFDB – Aéroport de Montauban – Montauban (Tarn-et-Garonne) – 106 m alt – 1 piste
- LFDC – Aéroport de Montendre - Marcillac – Montendre (Gironde) – 45 m alt – 1 piste
- LFDE – Aéroport d'Égletons – Égletons (Corrèze) – 566 m alt – 2 pistes
- LFDF – Aéroport de Sainte-Foy-la-Grande – Sainte-Foy-la-Grande (Dordogne) – 85 m alt – 1 piste
- LFDG – Aéroport de Gaillac - Lisle -sur-Tarn – Gaillac (Tarn) – 135 m alt – 1 piste
- LFDH – Aéroport d'Auch Lamothe – Auch (Gers) – 125 m alt – 2 pistes
- LFDI – Aéroport de Libourne - Artigues-de-Lussac – Libourne (Gironde) – 47 m alt – 2 pistes
- LFDJ – Aéroport de Pamiers - Les Pujols – Pamiers (Ariège) – 339 m alt – 1 piste
- LFDK – Aéroport de Soulac-sur-Mer – Soulac-sur-Mer (Gironde) – 2 m alt – 1 piste
- LFDL – Aéroport de Loudun – Loudun (Vienne) – 96 m alt – 1 piste
- LFDM – Aéroport de Marmande - Virazeil – Marmande (Lot-et-Garonne) – 32 m alt – 2 pistes
- LFDN (RCO) – Aéroport de Rochefort-Saint-Agnant – Rochefort (Charente-Maritime) – 17 m alt – 2 pistes
- LFDO – Aérodrome de Bordeaux – Souge – Bordeaux (Gironde) – 42 m alt –   pistes (désaffecté)
- LFDP – Aéroport de Saint-Pierre-d'Oléron – Saint-Pierre-d'Oléron (Charente-Maritime) – 6 m alt – 1 piste
- LFDQ – Aérodrome de Castelnau Magnoac – Castelnau-Magnoac (Hautes-Pyrénées) – 299 m alt – 1 piste (usage restreint)
- LFDR – Aéroport de La Réole - Floudès – La Réole (Gironde) – 13 m alt – 1 piste
- LFDS – Aéroport de Sarlat - Domme – Sarlat-la-Canéda (Dordogne) – 298 m alt – 2 pistes
- LFDT – Aéroport de Tarbes - Laloubère – Tarbes (Hautes-Pyrénées) – 327 m alt – 2 pistes
- LFDU – Aéroport de Lesparre - Saint-Laurent-de-Médoc – Lesparre-Médoc (Gironde) – 32 m alt – 1 piste
- LFDV – Aéroport de Couhé Vérac – Couhé (Vienne) – 152 m alt – 1 piste
- LFDW – Aéroport de Chauvigny – Chauvigny (Vienne) – 134 m alt – 1 piste
- LFDX – Aéroport de Fumel - Montayral – Fumel (Lot-et-Garonne) – 210 m alt – 1 piste
- LFDY – Aérodrome de Bordeaux - Yvrac – Bordeaux (Gironde) – 73 m alt – 1 piste (usage restreint)
- LFEA – Aéroport de Belle-Île – Le Palais (Morbihan) – 52 m alt – 1 piste
- LFEB – Aéroport de Dinan - Trélivan – Dinan (Côtes-d'Armor) – 120 m alt – 1 piste
- LFEC – Aéroport d'Ouessant – Ouessant (Finistère) – 42 m alt – 1 piste
- LFED – Aéroport de Pontivy – Pontivy (Morbihan) – 124 m alt – 1 piste
- LFEF – Aéroport d'Amboise - Dierre – Amboise (Indre-et-Loire) – 53 m alt – 2 pistes
- LFEG – Aéroport d'Argenton-sur-Creuse – Argenton-sur-Creuse (Indre) – 202 m alt – 2 pistes
- LFEH – Aéroport d'Aubigny-sur-Nère – Aubigny-sur-Nère (Cher) – 192 m alt – 1 piste
- LFEI – Aéroport de Briare Chatillon – Briare (Loiret) – 163 m alt – 1 piste
- LFEJ – Aéroport de Châteauroux - Villers – Châteauroux (Indre) – 165 m alt – 1 piste
- LFEK – Aéroport d'Issoudun Le Fay – Issoudun (Indre) – 161 m alt – 3 pistes
- LFEL – Aéroport du Blanc – Le Blanc (Indre) – 116 m alt – 2 pistes
- LFEM – Aéroport de Montargis - Vimory – Montargis (Loiret) – 93 m alt – 3 pistes
- LFEN – Aéroport de Tours - Sorigny – Tours (Indre-et-Loire) – 91 m alt – 2 pistes
- LFEP – Aérodrome de Pouilly - Maconge – Pouilly-en-Auxois (Côte-d'Or) – 430 m alt – 1 piste (usage restreint)
- LFEQ – Aéroport de Quiberon – Quiberon (Morbihan) – 11 m alt – 1 piste
- LFER – Aéroport de Redon - Bains-sur-Oust – Redon (Ille-et-Vilaine) – 67 m alt – 1 piste
- LFES – Aéroport de Guiscriff - Scaër – Guiscriff (Morbihan) – 174 m alt – 1 piste
- LFET – Aéroport de Til-Châtel – Til-Châtel (Côte-d'Or) – 286 m alt – 2 pistes
- LFEU – Aéroport de Bar-le-Duc - Les Hauts-de-Chée – Bar-le-Duc (Meuse) – 274 m alt – 1 piste
- LFEV – Aéroport de Gray Saint-Adrien – Gray (Haute-Saône) – 206 m alt – 2 pistes
- LFEW – Aéroport de Saulieu - Liernais – Saulieu (Côte-d'Or) – 522 m alt – 1 piste
- LFEX – Aérodrome de Nancy - Azelot – Nancy (Meurthe-et-Moselle) – 291 m alt – 2 pistes (usage restreint)
- LFEY (IDY) – Aéroport de l'Île-d'Yeu – L'Île-d'Yeu (Vendée) – 24 m alt – 2 pistes
- LFEZ – Aérodrome de Nancy - Malzéville – Nancy (Meurthe-et-Moselle) – 380 m alt – 3 pistes (usage restreint)
- LFFB – Aérodrome de Buno-Bonnevaux – Buno-Bonnevaux (Essonne) – 127 m alt – 2 pistes (usage restreint)
- LFFC – Aérodrome de Mantes - Chérence – Mantes-la-Jolie (Val-d'Oise) – 156 m alt – 2 pistes (usage restreint)
- LFFD – Aérodrome de Saint-André-de-l'Eure – Saint-André-de-l'Eure (Eure) – 149 m alt – 2 pistes (usage restreint)
- LFFE – Aérodrome d'Enghien Moisselles – Moisselles (Val-d'Oise) – 102 m alt – 2 pistes (usage restreint)
- LFFG – Aérodrome de La Ferté-Gaucher – La Ferté-Gaucher (Seine-et-Marne) – 163 m alt – 1 piste (usage restreint)
- LFFH – Aérodrome de Château-Thierry - Belleau – Château-Thierry (Aisne) – 220 m alt – 1 piste
- LFFI – Aéroport d'Ancenis – Ancenis (Loire-Atlantique) – 33 m alt – 1 piste
- LFFJ – Aérodrome de Joinville - Mussey – Joinville (Haute-Marne) – 313 m alt – 1 piste (usage restreint)
- LFFK – Aéroport de Fontenay-le-Comte – Fontenay-le-Comte (Vendée) – 25 m alt – 1 piste
- LFFL – Aérodrome de Bailleau-Armenonville – Bailleau-Armenonville (Eure-et-Loir) – 154 m alt – 2 pistes (usage restreint)
- LFFM – Aérodrome de Lamotte-Beuvron – Lamotte-Beuvron (Loir-et-Cher) – 125 m alt – 1 piste (usage restreint)
- LFFN – Aéroport de Brienne-le-Château – Brienne-le-Château (Aube) – 116 m alt – 2 pistes
- LFFP – Aérodrome de Pithiviers – Pithiviers (Loiret) – 119 m alt – 1 piste (usage restreint)
- LFFQ – Aérodrome de La Ferté-Alais – La Ferté-Alais (Essonne) – 138 m alt – 1 piste (usage restreint)
- LFFR – Aérodrome de Bar-sur-Seine – Bar-sur-Seine (Aube) – 285 m alt – 1 piste (usage restreint)
- LFFT – Aérodrome de Neufchâteau – Neufchâteau (Vosges) – 374 m alt – 1 piste
- LFFU – Aéroport de Châteauneuf-sur-Cher – Châteauneuf-sur-Cher (Cher) – 167 m alt – 1 piste
- LFFV – Aérodrome de Vierzon - Méreau – Vierzon (Cher) – 131 m alt – 1 piste (usage restreint)
- LFFW – Aéroport de Montaigu - Saint-Georges – Montaigu (Vendée) – 56 m alt – 2 pistes
- LFFX – Aérodrome de Tournus - Cuisery – Tournus (Saône-et-Loire) – 210 m alt – 1 piste (usage restreint)
- LFFY – Aérodrome d'Étrépagny – Étrépagny (Eure) – 93 m alt – 1 piste (usage restreint)
- LFFZ – Aéroport de Sézanne - Saint-Remy – Sézanne (Marne) – 108 m alt – 2 pistes
- LFGA (CMR) – Aéroport de Colmar - Houssen – Colmar (Haut-Rhin) – 192 m alt – 2 pistes
- LFGB – Aéroport de Mulhouse - Habsheim – Mulhouse (Haut-Rhin) – 240 m alt – 4 pistes
- LFGC – Aéroport de Strasbourg Neuhof – Strasbourg (Bas-Rhin) – 139 m alt – 2 pistes
- LFGD – Aérodrome d'Arbois – Arbois (Jura) – 266 m alt – 1 piste (usage restreint)
- LFGE – Aéroport d'Avallon – Avallon (Yonne) – 239 m alt – 1 piste
- LFGF – Aéroport de Beaune Challanges – Beaune (Côte-d'Or) – 199 m alt – 2 pistes
- LFGG – Aéroport de Belfort - Chaux – Belfort (Territoire de Belfort) – 417 m alt – 2 pistes
- LFGH – Aéroport de Cosne-sur-Loire – Cosne-Cours-sur-Loire (Nièvre) – 176 m alt – 1 piste
- LFGI (DIJ) – Aéroport de Dijon - Darois – Dijon (Côte-d'Or) – 483 m alt – 2 pistes
- LFGJ (DLE) – Aéroport de Dole - Tavaux – Dole (Jura) – 196 m alt – 2 pistes
- LFGK – Aéroport de Joigny – Joigny (Yonne) – 223 m alt – 2 pistes
- LFGL – Aéroport de Lons-le-Saunier - Courlaoux – Lons-le-Saunier (Jura) – 232 m alt – 1 piste
- LFGM – Aéroport de Montceau-les-Mines - Pouilloux – Montceau-les-Mines (Saône-et-Loire) – 314 m alt – 1 piste
- LFGN – Aéroport de Paray-le-Monial – Paray-le-Monial (Saône-et-Loire) – 305 m alt – 1 piste
- LFGO – Aéroport de Pont-sur-Yonne – Pont-sur-Yonne (Yonne) – 70 m alt – 2 pistes
- LFGP – Aéroport de Saint-Florentin - Chéu – Saint-Florentin (Yonne) – 108 m alt – 3 pistes
- LFGQ – Aéroport de Semur-en-Auxois – Semur-en-Auxois (Côte-d'Or) – 320 m alt – 2 pistes
- LFGR – Aéroport de Doncourt-lès-Conflans – Doncourt-lès-Conflans (Meurthe-et-Moselle) – 246 m alt – 1 piste
- LFGS – Aéroport de Longuyon - Villette – Longuyon (Meurthe-et-Moselle) – 351 m alt – 1 piste
- LFGT – Aéroport de Sarrebourg - Buhl – Sarrebourg (Moselle) – 266 m alt – 2 pistes
- LFGU – Aéroport de Sarreguemines Neunkirch – Sarreguemines (Moselle) – 263 m alt – 2 pistes
- LFGV – Aéroport de Thionville - Yutz – Thionville (Moselle) – 157 m alt – 2 pistes
- LFGW – Aérodrome de Verdun Le Rozelier – Verdun (Meuse) – 376 m alt – 2 pistes
- LFGX – Aérodrome de Champagnole - Crotenay – Champagnole (Jura) – 531 m alt – 1 piste (usage restreint)
- LFGY – Aérodrome de Saint-Dié - Remomeix – Saint-Dié-des-Vosges (Vosges) – 361 m alt – 1 piste
- LFGZ – Aérodrome de Nuits-Saint-Georges – Nuits-Saint-Georges (Côte-d'Or) – 242 m alt – 1 piste (usage restreint)
- LFHA – Aéroport d'Issoire - Le Broc – Issoire (Puy-de-Dôme) – 377 m alt – 2 pistes
- LFHC – Aéroport de Pérouges - Meximieux – Pérouges (Ain) – 213 m alt – 1 piste
- LFHD – Aéroport de Pierrelatte – Pierrelatte (Drôme) – 60 m alt – 2 pistes
- LFHE – Aéroport de Romans - Saint-Paul – Romans-sur-Isère (Drôme) – 181 m alt – 3 pistes
- LFHF – Aérodrome de Ruoms – Ruoms (Ardèche) – 110 m alt – 1 piste (usage restreint)
- LFHG – Aéroport de Saint-Chamond - L'Horme – Saint-Chamond (Loire) – 395 m alt – 1 piste
- LFHH – Aéroport de Vienne Reventin – Vienne (Isère) – 219 m alt – 1 piste
- LFHI – Aéroport de Morestel – Morestel (Isère) – 245 m alt – 1 piste
- LFHJ – Aérodrome de Lyon - Corbas – Lyon (Rhône) – 198 m alt – 2 pistes (usage restreint)
- LFHL – Aéroport de Langogne - Lespéron – Langogne (Ardèche) – 1014 m alt – 1 piste
- LFHM (MVV) – Aérodrome de Megève – Megève (Haute-Savoie) – 1470 m alt – 1 piste (usage restreint)
- LFHN – Aéroport de Bellegarde Vouvray – Bellegarde-sur-Valserine (Ain) – 494 m alt – 2 pistes
- LFHO (OBS) – Aéroport d'Aubenas Ardèche méridionale – Aubenas (Ardèche) – 280 m alt – 1 piste
- LFHP (LPY) – Aéroport du Puy - Loudes – Le Puy-en-Velay (Haute-Loire) – 832 m alt – 2 pistes
- LFHQ – Aéroport de Saint-Flour - Coltines – Saint-Flour (Cantal) – 979 m alt – 1 piste
- LFHR – Aéroport de Brioude - Beaumont – Brioude (Haute-Loire) – 452 m alt – 2 pistes
- LFHS – Aéroport de Bourg - Ceyzériat – Bourg-en-Bresse (Ain) – 260 m alt – 2 pistes
- LFHT – Aéroport d'Ambert Le Poyet – Ambert (Puy-de-Dôme) – 562 m alt – 1 piste
- LFHU (AHZ) – Altiport de l'Alpe d'Huez – Huez (Isère) – 1859 m alt – 1 piste (usage restreint)
- LFHV – Aéroport de Villefranche - Tarare – Tarare (Rhône) – 327 m alt – 2 pistes
- LFHW – Aérodrome de Belleville - Villié-Morgon – Belleville (Rhône) – 214 m alt – 1 piste (usage restreint)
- LFHX – Aéroport de Lapalisse - Périgny – Lapalisse (Allier) – 316 m alt – 1 piste
- LFHY – Aéroport de Moulins - Montbeugny – Moulins (Allier) – 277 m alt – 2 pistes
- LFHZ – Aérodrome de Sallanches Mont Blanc – Sallanches (Haute-Savoie) – 534 m alt – 1 piste (usage restreint)
- LFIB – Aérodrome de Belvès - Saint-Pardoux – Belvès (Dordogne) – 241 m alt – 1 piste (usage restreint)
- LFID – Aéroport de Condom - Valence-sur-Baïse – Condom (Gers) – 135 m alt – 1 piste
- LFIF – Aérodrome de Saint-Affrique - Belmont – Saint-Affrique (Aveyron) – 513 m alt – 2 pistes (usage restreint)
- LFIG – Aéroport de Cassagnes-Bégonhès – Cassagnes-Bégonhès (Aveyron) – 616 m alt – 1 piste
- LFIH – Aéroport de Chalais – Chalais (Charente) – 86 m alt – 1 piste
- LFIK – Aérodrome de Ribérac - Saint-Aulaye – Ribérac (Dordogne) – 106 m alt – 1 piste (usage restreint)
- LFIL – Aérodrome de Rion-des-Landes – Rion-des-Landes (Landes) – 78 m alt – 1 piste (usage restreint)
- LFIM – Aéroport de Saint-Gaudens - Montréjeau – Saint-Gaudens (Haute-Garonne) – 403 m alt – 1 piste
- LFIP – Aérodrome de Peyresourde - Balestas – Peyresourde (Hautes-Pyrénées) – 1581 m alt – 1 piste (usage restreint)
- LFIR – Aérodrome de Revel - Montgey – Revel (Haute-Garonne) – 195 m alt – 1 piste (usage restreint)
- LFIT – Aérodrome de Toulouse - Bourg-Saint-Bernard – Toulouse (Haute-Garonne) – 160 m alt – 1 piste (usage restreint)
- LFIV – Aérodrome de Vendays-Montalivet – Vendays-Montalivet (Gironde) – 4 m alt – 1 piste (usage restreint)
- LFIX – Aérodrome d'Itxassou – Itxassou (Pyrénées-Atlantiques) – 185 m alt – 1 piste (usage restreint)
- LFIY – Aérodrome de Saint-Jean-d'Angély - Saint-Denis-du-Pin – Saint-Jean-d'Angély (Charente-Maritime) – 74 m alt – 1 piste (usage restreint)
- LFJA – base aérienne de Chaumont - Semoutiers – Chaumont (Haute-Marne) – 305 m alt – 1 piste (militaire)
- LFJB – Aéroport de Mauleon – Mauléon (Deux-Sèvres) – 175 m alt – 1 piste
- LFJC – Aéroport de Clamecy – Clamecy (Nièvre) – 217 m alt – 1 piste
- LFJD – Aérodrome de Corlier – Corlier (Ain) – 841 m alt – 1 piste (usage restreint)
- LFJE – Aérodrome de La Motte-Chalancon – La Motte-Chalancon (Drôme) – 879 m alt – 1 piste (usage restreint)
- LFJF – Aérodrome d'Aubenasson – Aubenasson (Drôme) – 246 m alt – 1 piste (usage restreint)
- LFJH – Aérodrome de Cazères - Palaminy – Cazères (Haute-Garonne) – 247 m alt – 1 piste (usage restreint)
- LFJI – Aérodrome de Marennes – Marennes (Charente-Maritime) – 7 m alt – 1 piste (usage restreint)
- LFJL (ETZ) – Aéroport Metz-Nancy-Lorraine – Nancy/Metz (Moselle) – 265 m alt – 1 piste
- LFJR (ANE) – Aéroport d'Angers - Marce – Angers (Maine-et-Loire) – 59 m alt – 2 pistes
- LFJS – Aéroport de Soissons - Courmelles – Soissons (Aisne) – 157 m alt – 1 piste
- LFJT – Aérodrome de Tours - Le Louroux – Tours (Indre-et-Loire) – 125 m alt – 1 piste (usage restreint)
- LFJU – Aérodrome de Lurcy-Levis – Lurcy-Lévis (Allier) – 227 m alt – 2 pistes (usage restreint)
- LFKA – Aérodrome d'Albertville – Albertville (Savoie) – 314 m alt – 1 piste (usage restreint)
- LFKB (BIA) – Aéroport de Bastia Poretta – Bastia (Haute-Corse) – 7 m alt – 1 piste
- LFKC (CLY) – Aéroport de Calvi-Sainte-Catherine – Calvi (Haute-Corse) – 63 m alt – 1 piste
- LFKD – Aérodrome de Sollières-Sardières – Sollières-Sardières (Savoie) – 1296 m alt – 1 piste (usage restreint)
- LFKE – Aérodrome de Saint-Jean-en-Royans – Saint-Jean-en-Royans (Drôme) – 263 m alt – 1 piste (usage restreint)
- LFKF (FSC) – Aéroport de Figari Sud Corse – Figari (Corse-du-Sud) – 26 m alt – 1 piste
- LFKG – Aérodrome de Ghisonaccia Alzitone – Ghisonaccia (Haute-Corse) – 53 m alt – 1 piste (usage restreint)
- LFKH – Aérodrome de Saint-Jean-d'Avelanne – Saint-Jean-d'Avelanne (Isère) – 295 m alt – 1 piste (usage restreint)
- LFKJ (AJA) – Aéroport d'Ajaccio Napoléon Bonaparte – Ajaccio (Corse-du-Sud) – 4 m alt – 2 pistes ( )
- LFKL – Aérodrome de Lyon - Brindas – Lyon (Rhône) – 316 m alt – 1 piste (usage restreint)
- LFKM – Aérodrome de Saint-Galmier – Saint-Galmier (Loire) – 385 m alt – 1 piste (usage restreint)
- LFKO (PRP) – Aéroport de Propriano – Propriano (Corse-du-Sud) – 3 m alt – 1 piste
- LFKP – Aérodrome de La Tour-du-Pin - Cessieu – La Tour-du-Pin (Isère) – 320 m alt – 1 piste (usage restreint)
- LFKR – Aérodrome de Saint-Rémy-de-Maurienne – Saint-Rémy-de-Maurienne (Savoie) – 414 m alt – 1 piste (usage restreint)
- LFKS (SOZ) – Base aérienne de Solenzara – Sari-Solenzara (Corse-du-Sud) –   m alt – 1 piste (militaire)
- LFKT – Aéroport de Corte – Corte (Haute-Corse) – 345 m alt – 1 piste
- LFKX (MFX) – Aérodrome de Méribel – Les Allues (Savoie) – 1717 m alt – 1 piste (usage restreint)
- LFKY – Aérodrome de Belley-Peyrieu – Belley (Ain) – 224 m alt – 1 piste (usage restreint)
- LFKZ – Aérodrome de Saint-Claude - Pratz – Saint-Claude (Jura) – 625 m alt – 1 piste (usage restreint)
- LFLA (AUF) – Aéroport d'Auxerre - Branches – Auxerre (Yonne) – 159 m alt – 1 piste
- LFLB (CMF) – Aéroport de Chambéry - Savoie – Chambéry (Savoie) – 237 m alt – 2 pistes
- LFLC (CFE) – Aéroport de Clermont-Ferrand Auvergne – Clermont-Ferrand (Puy-de-Dôme) – 332 m alt – 3 pistes
- LFLD (BOU) – Aéroport de Bourges – Bourges (Cher) – 161 m alt – 2 pistes
- LFLE – Aéroport de Chambéry - Challes-les-Eaux – Chambéry (Savoie) – 299 m alt – 2 pistes
- LFLG – Aérodrome de Grenoble - Le Versoud – Grenoble (Isère) – 220 m alt – 2 pistes
- LFLH – Aéroport de Chalon - Champforgeuil – Chalon-sur-Saône (Saône-et-Loire) – 189 m alt – 2 pistes
- LFLI – Aéroport d'Annemasse – Annemasse (Haute-Savoie) – 492 m alt – 1 piste
- LFLJ (CVF) – Aérodrome de Courchevel – Saint-Bon-Tarentaise (Savoie) – 2005 m alt – 1 piste (usage restreint)
- LFLK – Aéroport d'Oyonnax - Arbent – Oyonnax (Ain) – 534 m alt – 2 pistes
- LFLL (LYS) – Aéroport Lyon-Saint-Exupéry – Lyon (Rhône) – 250 m alt – 2 pistes
- LFLM – Aéroport de Mâcon - Charnay – Mâcon (Saône-et-Loire) – 222 m alt – 1 piste
- LFLN (SYT) – Aéroport de Saint-Yan – Saint-Yan (Saône-et-Loire) – 242 m alt – 2 pistes
- LFLO (RNE) – Aéroport de Roanne - Renaison – Roanne (Loire) – 337 m alt – 2 pistes
- LFLP (NCY) – Aéroport d'Annecy - Meythet – Annecy (Haute-Savoie) – 462 m alt – 2 pistes
- LFLQ – Aéroport de Montélimar - Ancône – Montélimar (Drôme) – 73 m alt – 1 piste
- LFLR – Aéroport de Saint-Rambert-d'Albon – Saint-Rambert-d'Albon (Drôme) – 155 m alt – 2 pistes
- LFLS (GNB) – Aéroport International de Grenoble-Isère – Grenoble (Isère) – 396 m alt – 3 pistes
- LFLT (MCU) – Aérodrome de Montluçon - Domérat – Montluçon (Allier) – 235 m alt – 1 piste (usage restreint)
- LFLU (VAF) – Aéroport de Valence - Chabeuil – Valence (Drôme) – 160 m alt – 3 pistes
- LFLV (VHY) – Aéroport de Vichy - Charmeil – Vichy (Allier) – 249 m alt – 1 piste
- LFLW (AUR) – Aéroport d'Aurillac – Aurillac (Cantal) – 638 m alt – 1 piste
- LFLX (CHR) – Aéroport de Châteauroux-Centre – Châteauroux (Indre) – 161 m alt – 1 piste
- LFLY (LYN) – Aéroport de Lyon-Bron – Lyon (Rhône) – 200 m alt – 1 piste
- LFLZ – Aéroport de Feurs - Chambéon – Feurs (Loire) – 334 m alt – 1 piste
- LFMA – Aéroport d'Aix Les Milles – Aix-en-Provence (Bouches-du-Rhône) – 111 m alt – 1 piste
- LFMC – Aéroport du Luc - Le Cannet – Le Luc (Var) – 80 m alt – 2 pistes
- LFMD (CEQ) – Aéroport de Cannes - Mandelieu – Cannes (Alpes-Maritimes) – 3 m alt – 3 pistes
- LFME – Aéroport de Nîmes Courbessac – Nîmes (Gard) – 60 m alt – 1 piste
- LFMF – Aérodrome de Fayence-Tourrettes – Fayence (Var) – 225 m alt – 2 pistes
- LFMG – Aérodrome de Montagne Noire – Revel (Haute-Garonne) – 448 m alt – 3 pistes (usage restreint)
- LFMH (EBU) – Aéroport de Saint-Étienne - Bouthéon – Saint-Étienne (Loire) – 403 m alt – 1 piste
- LFMI – Aéroport d'Istres Le Tube – Istres (Bouches-du-Rhône) – 24 m alt – 1 piste
- LFMK (CCF) – Aéroport de Carcassonne Salvaza – Carcassonne (Aude) – 131 m alt – 2 pistes
- LFML (MRS) – Aéroport de Marseille Provence – Marseille (Bouches-du-Rhône) – 22 m alt – 2 pistes
- LFMN (NCE) – Aéroport de Nice-Côte d'Azur – Nice (Alpes-Maritimes) – 3 m alt – 2 pistes
- LFMO – base aérienne d'Orange Caritat – Orange (Vaucluse) – 60 m alt – 1 piste (militaire)
- LFMP (PGF) – Aéroport de Perpignan - Rivesaltes – Perpignan (Pyrénées-Orientales) – 43 m alt – 2 pistes
- LFMQ (CTT) – Aéroport du Castellet – Le Castellet (Var) – 423 m alt – 1 piste
- LFMR (BAE) – Aéroport de Barcelonnette - Saint-Pons – Barcelonnette (Alpes-de-Haute-Provence) – 1132 m alt – 1 piste
- LFMS – Aéroport d'Alès - Deaux – Alès (Gard) – 203 m alt – 1 piste
- LFMT (MPL) – Aéroport de Montpellier-Méditerranée – Montpellier (Hérault) – 5 m alt – 2 pistes
- LFMU (BZR) – Aéroport de Béziers - Cap d'Agde en Languedoc – Béziers (Hérault) – 17 m alt – 1 piste
- LFMV (AVN) – Aéroport d'Avignon - Caumont – Avignon (Vaucluse) – 37 m alt – 3 pistes
- LFMW – Aéroport de Castelnaudary - Villeneuve – Castelnaudary (Aude) – 167 m alt – 1 piste
- LFMX – Aéroport de Château-Arnoux-Saint-Auban – Château-Arnoux-Saint-Auban (Alpes-de-Haute-Provence) – 459 m alt – 1 piste
- LFMY – base aérienne de Salon-de-Provence – Salon-de-Provence (Bouches-du-Rhône) – 60 m alt – 1 piste (militaire)
- LFMZ – Aéroport de Lézignan-Corbières – Lézignan-Corbières (Aude) – 63 m alt – 2 pistes
- LFNA (GAT) – Aérodrome de Gap-Tallard – Gap (Hautes-Alpes) – 605 m alt – 4 pistes (2 revêtues, 2 en herbe)
- LFNB (MEN) – Aéroport de Mende - Brenoux – Mende (Lozère) – 1024 m alt – 1 piste
- LFNC – Aéroport de Mont-Dauphin - Saint-Crépin – Mont-Dauphin (Hautes-Alpes) – 903 m alt – 2 pistes
- LFND – Aérodrome de Pont-Saint-Esprit – Pont-Saint-Esprit (Vaucluse) – 43 m alt – 1 piste
- LFNE – Aérodrome de Salon - Eyguières – Salon-de-Provence (Bouches-du-Rhône) – 74 m alt – 2 pistes
- LFNF – Aéroport de Vinon – Vinon-sur-Verdon (Var) – 274 m alt – 3 pistes
- LFNG – Aéroport de Montpellier - Candillargues – Montpellier (Hérault) – 1 m alt – 1 piste
- LFNH – Aérodrome de Carpentras – Carpentras (Vaucluse) – 120 m alt – 2 pistes
- LFNJ – Aérodrome d'Aspres-sur-Buëch – Aspres-sur-Buëch (Hautes-Alpes) – 830 m alt – 2 pistes (usage restreint)
- LFNL – Aérodrome de Saint-Martin-de-Londres – Saint-Martin-de-Londres (Hérault) – 181 m alt – 1 piste (usage restreint)
- LFNN – Aérodrome de Narbonne – Narbonne (Aude) –  m alt – 1 piste (usage restreint)
- LFNO – Aérodrome de Florac - Sainte-Enimie – Florac (Lozère) – 930 m alt – 3 pistes non revêtues (usage restreint)
- LFNP – Aérodrome de Pézenas - Nizas – Pézenas (Hérault) – 98 m alt – 1 piste (usage restreint)
- LFNQ – Aérodrome de Mont Louis La Quillane – Mont-Louis (Pyrénées-Orientales) – 1709 m alt – 1 piste (usage restreint)
- LFNR – Aérodrome de Berre - La Fare – La Fare-les-Oliviers (Bouches-du-Rhône) – 32 m alt – 2 pistes (usage restreint)
- LFNS – Aérodrome de Sisteron Thèze – Sisteron (Alpes-de-Haute-Provence) – 540 m alt – 1 piste (usage restreint)
- LFNT – Aérodrome d'Avignon - Pujaut – Avignon (Gard) – 45 m alt – 3 pistes (usage restreint)
- LFNU – Aérodrome d'Uzès – Uzès (Gard) – 270 m alt – 1 piste (usage restreint)
- LFNV – Aérodrome de Valréas - Visan – Valréas (Vaucluse) – 143 m alt – 1 piste
- LFNW – Aérodrome de Puivert – Puivert (Aude) – 490 m alt – 1 piste (usage restreint)
- LFNX – Aérodrome de Bédarieux - La Tour-sur-Orb – Bédarieux (Hérault) – 377 m alt – 1 piste (usage restreint)
- LFNZ – Aérodrome du Mazet de Romanin – Saint-Rémy-de-Provence (Bouches-du-Rhône) – 117 m alt – 1 piste (usage restreint)
- LFOA – base aérienne d'Avord – Avord (Cher) – 176 m alt – 1 piste (militaire)
- LFOB (BVA) – Aéroport de Paris Beauvais Tillé – Paris (Oise) – 109 m alt – 3 pistes
- LFOC – Aéroport de Châteaudun – Châteaudun (Eure-et-Loir) – 131 m alt – 1 piste
- LFOD – Aéroport de Saumur Saint-Florent – Saumur (Maine-et-Loire) – 81 m alt – 2 pistes
- LFOE (EVX) – Base aérienne d'Évreux - Fauville – Évreux (Eure) – 141 m alt – 1 piste (militaire)
- LFOF – Aéroport d'Alençon - Valframbert – Alençon (Orne) – 145 m alt – 2 pistes
- LFOG – Aéroport de Flers - Saint-Paul – Flers (Orne) – 199 m alt – 1 piste
- LFOH (LEH) – Aéroport du Havre-Octeville – Le Havre (Seine-Maritime) – 95 m alt – 1 piste
- LFOI – Aérodrome_d'Abbeville – Abbeville (Somme) – 67 m alt – 3 pistes
- LFOJ (ORE) – Base aérienne d'Orléans - Bricy – Orléans (Loiret) – 125 m alt – 1 piste (militaire)
- LFOK (XCR) – Aéroport de Vatry – Châlons-en-Champagne (Marne) – 178 m alt – 1 piste
- LFOL – Aéroport de L'Aigle - Saint-Michel – L'Aigle (Orne) – 239 m alt – 1 piste
- LFOM – Aéroport de Lessay – Lessay (Manche) – 28 m alt – 1 piste
- LFON – Aéroport de Dreux Vernouillet – Dreux (Eure-et-Loir) – 135 m alt – 1 piste
- LFOO (LSO) – Aéroport des Sables-d'Olonne - Talmont – Les Sables-d'Olonne (Vendée) – 32 m alt – 2 pistes
- LFOP (URO) – Aéroport Rouen Vallée de Seine – Rouen (Seine-Maritime) – 156 m alt – 2 pistes
- LFOQ – Aéroport de Blois - Le Breuil – Blois (Loir-et-Cher) – 121 m alt – 5 pistes
- LFOR – Aéroport de Chartres - Champhol – Chartres (Eure-et-Loir) – 155 m alt – 2 pistes
- LFOS – Aéroport de Saint-Valery - Vittefleur – Saint-Valery-en-Caux (Seine-Maritime) – 81 m alt – 1 piste
- LFOT (TUF) – Aéroport de Tours Val de Loire – Tours (Indre-et-Loire) – 108 m alt – 1 piste
- LFOU (CET) – Aéroport de Cholet Le Pontreau – Cholet (Maine-et-Loire) – 135 m alt – 2 pistes
- LFOV (LVA) – Aéroport de Laval - Entrammes – Laval (Mayenne) – 100 m alt – 2 pistes
- LFOW – Aéroport de Saint-Quentin - Roupy – Saint-Quentin (Aisne) – 99 m alt – 2 pistes
- LFOX – Aéroport d'Étampes-Mondésir – Étampes (Essonne) – 150 m alt – 2 pistes
- LFOY – Aéroport du Havre - Saint-Romain – Le Havre (Seine-Maritime) – 128 m alt – 2 pistes
- LFOZ – Aéroport d'Orléans - Saint-Denis-de-l'Hôtel – Orléans (Loiret) – 120 m alt – 2 pistes
- LFPA – Aéroport de Persan - Beaumont – Persan (Val-d'Oise) – 45 m alt – 3 pistes
- LFPB (LBG) – Aéroport du Bourget – Paris (Seine-Saint-Denis) – 66 m alt – 3 pistes
- LFPC (CSF) – Base aérienne de Creil – Creil (Oise) – 88 m alt – 1 piste (militaire)
- LFPD – Aéroport de Bernay - Saint-Martin – Bernay (Eure) – 169 m alt – 1 piste
- LFPE – Aéroport de Meaux - Esbly – Meaux (Seine-et-Marne) – 67 m alt – 4 pistes
- LFPF – Aérodrome de Beynes - Thiverval – (Yvelines) – 113 m alt – 1 piste (usage restreint)
- LFPG (CDG) – Aéroport Paris-Charles-de-Gaulle – Paris (Seine-Saint-Denis) – 119 m alt – 4 pistes
- LFPH – Aéroport de Chelles-le-Pin - Le Pin – Chelles (Seine-et-Marne) – 63 m alt – 2 pistes
- LFPI (JDP) – Héliport de Paris - Issy-les-Moulineaux – Paris (Hauts-de-Seine) –   m alt –   pistes (héliport)
- LFPK – Aéroport de Coulommiers Voisins – Coulommiers (Seine-et-Marne) – 143 m alt – 3 pistes
- LFPL – Aéroport de Lognes - Émerainville – Lognes (Seine-et-Marne) – 108 m alt – 2 pistes
- LFPM – base aérienne de Melun Villaroche – Melun (Seine-et-Marne) – 92 m alt – 2 pistes (militaire)
- LFPN (TNF) – Aéroport de Toussus-le-Noble – Toussus-le-Noble (Yvelines) – 163 m alt – 2 pistes
- LFPO (ORY) – Aéroport d'Orly – Paris (Essonne) – 88 m alt – 3 pistes
- LFPP – Aérodrome du Plessis-Belleville – Le Plessis-Belleville (Oise) – 117 m alt – 2 pistes
- LFPQ – Aéroport de Fontenay-Trésigny – Fontenay-Trésigny (Seine-et-Marne) – 113 m alt – 2 pistes
- LFPT (POX) – Aéroport de Pontoise - Cormeilles-en-Vexin – Pontoise (Val-d'Oise) – 99 m alt – 2 pistes
- LFPU – Aérodrome de Moret-Épisy – Moret-sur-Loing (Seine-et-Marne) – 77 m alt – 1 piste
- LFPV – base aérienne de Villacoublay Vélizy – Vélizy-Villacoublay (Yvelines) – 178 m alt – 1 piste (militaire)
- LFPX – Aérodrome de Chavenay - Villepreux – Chavenay (Yvelines) – 129 m alt – 2 pistes
- LFPY – base aérienne de Brétigny-sur-Orge – Brétigny-sur-Orge (Essonne) – 82 m alt – 1 piste (militaire)
- LFPZ – Aéroport de Saint-Cyr-l'École – Saint-Cyr-l'École (Yvelines) – 113 m alt – 2 pistes
- LFQA – Aéroport de Reims - Prunay – Reims (Marne) – 95 m alt – 2 pistes
- LFQB – Aéroport de Troyes - Barberey – Troyes (Aube) – 118 m alt – 3 pistes
- LFQC – Aéroport de Lunéville - Croismare – Lunéville (Meurthe-et-Moselle) – 240 m alt – 2 pistes
- LFQD – Aéroport d'Arras Roclincourt – Arras (Pas-de-Calais) – 102 m alt – 1 piste
- LFQE – base aérienne d'Étain - Rouvres – Étain (Meuse) – 234 m alt – 1 piste (militaire)
- LFQF – Aéroport d'Autun Bellevue – Autun (Saône-et-Loire) – 305 m alt – 2 pistes
- LFQG (NVS) – Aéroport de Nevers - Fourchambault – Nevers (Nièvre) – 183 m alt – 2 pistes
- LFQH – Aéroport de Chatillon Sur Seine – Châtillon-sur-Seine (Côte-d'Or) – 276 m alt – 1 piste
- LFQI – base aérienne de Cambrai - Épinoy – Cambrai (Nord) – 78 m alt – 1 piste (militaire)
- LFQJ – Aéroport de Maubeuge - Élesmes – Maubeuge (Nord) – 137 m alt – 2 pistes
- LFQK – Aéroport de Châlons - Écury-sur-Coole – Châlons-en-Champagne (Marne) – 97 m alt – 2 pistes
- LFQL – Aéroport de Lens - Bénifontaine – Lens (Pas-de-Calais) – 51 m alt – 2 pistes
- LFQM – Aéroport de Besançon - La Vèze – Besançon (Doubs) – 387 m alt – 1 piste
- LFQN – Aéroport de Saint-Omer - Wizernes – Saint-Omer (Pas-de-Calais) – 75 m alt – 2 pistes
- LFQO – Aéroport de Lille - Marcq-en-Barœul – Lille (Nord) – 21 m alt – 4 pistes
- LFQP – base aérienne de Phalsbourg - Bourscheid – Phalsbourg (Moselle) – 309 m alt – 1 piste (militaire)
- LFQQ (LIL) – Aéroport de Lille - Lesquin – Lille (Nord) – 47 m alt – 2 pistes
- LFQR – Aérodrome de Romilly-sur-Seine – Romilly-sur-Seine (Aube) – 82 m alt – 2 pistes
- LFQS – Aéroport de Vitry-en-Artois – Vitry-en-Artois (Pas-de-Calais) – 53 m alt – 2 pistes
- LFQT (HZB) – Aéroport de Merville - Calonne – Merville (Nord) – 18 m alt – 2 pistes
- LFQU – Aérodrome de Sarre-Union – Sarre-Union (Bas-Rhin) – 256 m alt – 2 pistes (usage restreint)
- LFQV – Aéroport de Charleville-Mézières – Charleville-Mézières (Ardennes) – 149 m alt – 1 piste
- LFQW – Aéroport de Vesoul - Frotey – Vesoul (Haute-Saône) – 380 m alt – 1 piste
- LFQX – Aérodrome de Juvancourt – Juvancourt (Aube) – 349 m alt – 1 piste (usage restreint)
- LFQY – Aérodrome de Saverne - Steinbourg – Saverne (Bas-Rhin) – 190 m alt – 1 piste (usage restreint)
- LFQZ – Aérodrome de Dieuze - Guéblange – Dieuze (Moselle) – 218 m alt – 1 piste (usage restreint)
- LFRA – Aérodrome d'Angers - Avrillé – Angers (Maine-et-Loire) – 57 m alt –   pistes (désaffecté)
- LFRB (BES) – Aéroport de Brest Bretagne – Brest (Finistère) – 99 m alt – 2 pistes
- LFRC (CER) – Aéroport de Cherbourg - Maupertus – Cherbourg-Octeville (Manche) – 139 m alt – 1 piste
- LFRD (DNR) – Aéroport de Dinard Pleurtuit Saint-Malo – Dinard (Ille-et-Vilaine) – 66 m alt – 3 pistes
- LFRE (LBY) – Aéroport de La Baule-Escoublac – La Baule-Escoublac (Loire-Atlantique) – 32 m alt – 1 piste
- LFRF (GFR) – Aéroport de Granville-Mont-Saint-Michel – Granville (Manche) – 13 m alt – 1 piste
- LFRG (DOL) – Aéroport de Deauville - Saint-Gatien – Deauville (Calvados) – 145 m alt – 2 pistes
- LFRH (LRT) – Aéroport de Lorient Bretagne Sud – Lorient (Morbihan) – 51 m alt – 2 pistes (militaire/civil)
- LFRI (EDM) – Aéroport de La Roche-sur-Yon - Les Ajoncs – La Roche-sur-Yon (Vendée) – 91 m alt – 2 pistes
- LFRJ (LDV) – Base d'aéronautique navale de Landivisiau – Landivisiau (Finistère) – 106 m alt – 1 piste (militaire)
- LFRK (CFR) – Aéroport de Caen - Carpiquet – Caen (Calvados) – 78 m alt – 4 pistes
- LFRL – Base d'aéronautique navale de Lanvéoc-Poulmic – Lanvéoc (Finistère) – 87 m alt – 1 piste (militaire)
- LFRM (LME) – Aéroport Le Mans-Arnage – Le Mans (Sarthe) – 59 m alt – 2 pistes
- LFRN (RNS) – Aéroport de Rennes - Saint-Jacques – Rennes (Ille-et-Vilaine) – 37 m alt – 3 pistes
- LFRO (LAI) – Aéroport de Lannion – Lannion (Côtes-d'Armor) – 88 m alt – 1 piste
- LFRP – Aéroport de Ploërmel - Loyat – Ploërmel (Morbihan) – 71 m alt – 1 piste
- LFRQ (UIP) – Aéroport de Quimper Cornouaille – Quimper (Finistère) – 90 m alt – 2 pistes
- LFRS (NTE) – Aéroport Nantes Atlantique – Nantes (Loire-Atlantique) – 27 m alt – 1 piste
- LFRT (SBK) – Aéroport de Saint-Brieuc Armor – Saint-Brieuc (Côtes-d'Armor) – 137 m alt – 1 piste
- LFRU (MXN) – Aéroport de Morlaix Ploujean – Morlaix (Finistère) – 84 m alt – 3 pistes
- LFRV (VNE) – Aéroport de Vannes - Meucon – Vannes (Morbihan) – 135 m alt – 2 pistes
- LFRW – Aérodrome d'Avranches - Le Val-Saint-Père – Avranches (Manche) – 7 m alt – 2 pistes (usage restreint)
- LFRZ (SNR) – Aéroport de Saint-Nazaire - Montoir – Saint-Nazaire (Loire-Atlantique) – 3 m alt – 1 piste
- LFSA – Aéroport de Besançon - Thise – Besançon (Doubs) – 245 m alt – 2 pistes
- LFSB (BSL) – Aéroport international Basel-Mulhouse-Freiburg – Bâle(Suisse) ( ) – 269 m alt – 3 pistes
- LFSB (MLH) – Aéroport international Basel-Mulhouse-Freiburg – Mulhouse (Haut-Rhin) – 269 m alt – 3 pistes
- LFSC – base aérienne de Colmar - Meyenheim – Colmar (Haut-Rhin) – 211 m alt – 1 piste (militaire)
- LFSD (DIJ) – Aéroport de Dijon Bourgogne - Longvic – Dijon (Côte-d'Or) – 221 m alt – 2 pistes
- LFSE – Aérodrome Epinal-Dogneville – Épinal (Vosges) – 317 m alt – 1 piste
- LFSF (MZM) – Base aérienne de Metz Frescaty – Metz (Moselle) – 191 m alt – 1 piste (militaire)
- LFSG (EPL) – Aéroport d'Épinal-Mirecourt – Épinal (Vosges) – 330 m alt – 1 piste
- LFSH – Aéroport d'Haguenau – Haguenau (Bas-Rhin) – 149 m alt – 2 pistes
- LFSI – base aérienne de Saint-Dizier - Robinson – Saint-Dizier (Haute-Marne) – 139 m alt – 1 piste (militaire)
- LFSJ – Aéroport de Sedan - Douzy – Sedan (Ardennes) – 156 m alt – 3 pistes
- LFSK – Aéroport de Vitry-le-François - Vauclerc – Vitry-le-François (Marne) – 125 m alt – 2 pistes
- LFSL (BVE) – Aéroport de Brive-Vallée de la Dordogne – Brive-la-Gaillarde (Corrèze) – 310 m alt – 1 piste.
- LFSM – Aéroport de Montbéliard - Courcelles – Montbéliard (Doubs) – 317 m alt – 2 pistes
- LFSN (ENC) – Aéroport de Nancy - Essey – Nancy (Meurthe-et-Moselle) – 228 m alt – 2 pistes
- LFSO – base aérienne de Nancy - Ochey – Toul/Nancy (Meurthe-et-Moselle) – 337 m alt – 1 piste (militaire)
- LFSP – Aéroport de Pontarlier – Pontarlier (Doubs) – 817 m alt – 2 pistes
- LFSQ (BOR) – Aérodrome de Belfort - Fontaine – Belfort (Territoire de Belfort) –   m alt –   pistes (désaffecté)
- LFSR (RHE) – Aéroport de Reims Champagne – Reims (Marne) – 95 m alt – 1 piste
- LFST (SXB) – Aéroport de Strasbourg Entzheim – Strasbourg (Bas-Rhin) – 153 m alt – 1 piste
- LFSU – Aéroport de Langres - Rolampont – Langres (Haute-Marne) – 419 m alt – 1 piste
- LFSV – Aérodrome de Pont-Saint-Vincent – Pont-Saint-Vincent (Meurthe-et-Moselle) – 408 m alt – 4 pistes (usage restreint)
- LFSW – Aéroport d'Épernay - Plivot – Épernay (Marne) – 88 m alt – 2 pistes
- LFSX – base aérienne de Luxeuil - Saint-Sauveur – Luxeuil-les-Bains (Haute-Saône) – 278 m alt – 2 pistes (militaire)
- LFSZ (VTL) – Aérodrome de Vittel - Champ de courses – Vittel (Vosges) – 327 m alt – 1 piste (désaffecté)
- LFTB – Hydroaérodrome de Marignane - Berre – Berre-l'Étang (Bouches-du-Rhône) – 0 m alt – 1 piste (hydroaérodrome)
- LFTF – Aéroport de Cuers - Pierrefeu – Cuers (Var) – 81 m alt – 1 piste
- LFTH (TLN) – Aéroport de Toulon - Hyères - Le Palyvestre – Toulon (Var) – 2 m alt – 2 pistes (mixte)
- LFTM – Aérodrome de Serres - La Bâtie-Montsaléon – Serres (Hautes-Alpes) – 714 m alt – 1 piste (usage restreint)
- LFTN – Aérodrome de La Grand'Combe – La Grand-Combe (Gard) – 502 m alt – 1 piste (usage restreint)
- LFTP – Aérodrome de Puimoisson – Puimoisson (Alpes-de-Haute-Provence) – 769 m alt – 1 piste (usage restreint)
- LFTQ – Aérodrome de Châteaubriant - Pouancé – Châteaubriant (Maine-et-Loire) – 98 m alt – 1 piste (usage restreint)
- LFTW (FNI) – Aéroport de Nîmes - Garons – Nîmes (Gard) – 94 m alt – 1 piste
- LFTZ – Aéroport de La Môle - Saint-Tropez – La Môle (Var) – 17 m alt – 1 piste (usage restreint)
- LFXA – Aéroport d'Ambérieu – Ambérieu-en-Bugey (Ain) – 250 m alt – 2 pistes
- LFXB – Aéroport de Saintes - Thénac – Saintes (Charente-Maritime) – 35 m alt – 4 pistes
- LFXG – base aérienne de Bitche – Bitche (Moselle) – 300 m alt – 1 piste (militaire)
- LFXH – base aérienne du Valdahon – Valdahon (Doubs) – 630 m alt – 1 piste (militaire)
- LFXI – Aérodrome de Saint-Christol – Saint-Christol (Vaucluse) – 833 m alt – 1 piste (usage militaire restreint)
- LFXM – Aérodrome de Mourmelon – Mourmelon-le-Grand (Marne) – 117 m alt – 1 piste (usage restreint)
- LFXQ – base aérienne de Coëtquidan – Guer (Morbihan) – 152 m alt – 1 piste (militaire)
- LFXU – Aéroport des Mureaux – Les Mureaux (Yvelines) – 27 m alt – 1 piste
- LFYD – Aéroport de Damblain – Damblain (Vosges) – 390 m alt – 1 piste (désaffecté)
- LFYG – Aéroport de Cambrai - Niergnies – Cambrai (Nord) – 95 m alt – 2 pistes
- LFYH – Aéroport de Broyes-lès-Pesmes – Broye-Aubigney-Montseugny (Haute-Saône) – 207 m alt – 1 piste (désaffecté)
- LFYM – Aéroport de Marigny Le Grand – Marigny (Marne) – 100 m alt – 1 piste (désaffecté)
- LFYR – Aéroport de Romorantin - Pruniers – Romorantin-Lanthenay (Loir-et-Cher) – 88 m alt – 2 pistes
- LFYS – Aérodrome de Sainte-Léocadie – Sainte-Léocadie (Pyrénées-Orientales) – 1320 m alt – 1 piste (usage restreint)
- LFYT – base aérienne de Saint-Simon - Clastres – Saint-Simon (Aisne) –   m alt – 1 piste (militaire)

Saint-Pierre-et-Miquelon :
- LFVM (MQC) – Aéroport de Miquelon – Miquelon (Saint-Pierre-et-Miquelon) – 3 m alt – 1 piste
- LFVP (FSP) – Aéroport de Saint-Pierre – Saint-Pierre (Saint-Pierre-et-Miquelon) – 8 m alt – 1 piste

## LG
Grèce :
- LGAG : Base aérienne d'Agrinion
- LGAT : Aéroport international d'Athènes Hellinikon
- LGAV : Aéroport international d'Athènes Elefthérios-Venizélos
- LGIR : Aéroport international d'Héraklion Níkos-Kazantzákis
- LGKF : Aéroport international de Céphalonie
- LGKR : Aéroport international de Corfou
- LGNX : Aéroport national de l'île de Naxos
- GX01 : Aérodrome d'Agrinion
- LGMK : Aéroport de Mikonos
- LGRP : Aéroport de Rhodes
- LGRX : Aéroport de Araxos
- LGSA : Aéroport de Chania
- LGSK : Aéroport de Skiathos
- LGSM : Aéroport de Samos Aristarch
- LGSO : Aéroport de Siros
- LGSR : Aéroport de Santorin
- LGTS : Aéroport de Thessalonique-Makedonía
- LGZA : Aéroport de Zakinthos Dionysios Solomos

## LH
Hongrie :
- LHBP (BUD) : Aéroport international de Budapest-Ferenc Liszt

## LI
Italie :
- LIBP : Aéroport des Abruzzes
- LICA : Aéroport de Lamezia Terme
- LICC : Aéroport de Catane-Fontanarossa
- LICJ : Aéroport de Palerme
- LICR : Aéroport de Reggio de Calabre
- LIEE : Aéroport de Cagliari-Elmas
- LIMC : Aéroport de Milan Malpensa
- LIME : Aéroport de Bergame-Orio al Serio
- LIMF : Aéroport Sandro-Pertini de Turin Caselle
- LIMG : Aéroport international de Villanova d'Albenga
- LIML : Aéroport de Milan Linate
- LIMW : Aéroport de la Vallée d'Aoste
- LIPA : Aviano Air Base
- LIPE : Aéroport de Bologne-Borgo Panigale
- LIPQ : Aéroport du Frioul-Vénétie julienne
- LIPZ : Aéroport de Venise - Marco Polo
- LIRA : Aéroport de Rome Ciampino
- LIRF : Aéroport Léonard-de-Vinci de Rome Fiumicino
- LIRI : Aéroport Salerno Costa d'Amalfi
- LIRN : Aéroport de Naples-Capodichino
- LIRP : Aéroport international Galileo Galilei de Pise
- LIRU : Aéroport de Rome - Urbe

## LJ
Slovénie :
- LJLJ : Aéroport Jože Pučnik de Ljubljana

## LK
```
 :
```

- LKPR : Aéroport international de Prague
- LKHS : Aérodrome de Hosin

## LL
Israël :
- LLBG : Aéroport de Lod
- LLJR : Aéroport international de Jérusalem
- LLOV : Aéroport d'Eilat

## LM
Malte :
- LMML : Aéroport international de Malte

## LP
Portugal :
- LPAZ : Aéroport de Santa Maria
- LPBR : Aérodrome de Braga
- LPFL : Aéroport de Flores
- LPFR : Aéroport de Faro
- LPHR : Aéroport de Horta
- LPLA : Base aérienne de Lajes
- LPMA : Aéroport de Funchal
- LPPD : Aéroport de Ponta Delgada
- LPPR : Aéroport de Porto
- LPPS : Aéroport de Porto Santo
- LPPT : Aéroport international de Lisbonne
- LPVR : Aérodrome de Vila Real
- LPVZ :  Aérodrome de Viseu

## LR
Roumanie :
- LRBS : Aéroport international Aurel-Vlaicu
- LRCK : Aéroport international Mihail Kogălniceanu
- LRCL : Aéroport international de Cluj-Napoca
- LROP : Aéroport international Henri-Coandă
- LRTR : Aéroport international Traian-Vuia

## LS
Suisse :
La troisième lettre indique :
- le secteur FIR "G" (comme Genève), "Z" (comme Zürich).
- "M" désigne les aérodromes militaires.

Les secteurs partagent la suisse sur une ligne Chasseral - Fiesch dans les deux secteurs G (radio en français ou anglais au choix du pilote) et Z (en anglais uniquement).
- LSZB : Aéroport international Berne-Belp
- LSGC : Aéroport régional Les Éplatures
- LSGE : Aérodrome de Fribourg-Ecuvillens
- LSGG : Aéroport international de Genève
- LSGK : Aéroport de Saanen
- LSGL : Aéroport de Lausanne-Blécherette
- LSGN : Aéropoer de Neuchâtel
- LSGR : Base de Reichenbach
- LSGS : Aéroport international de Sion
- LSGY : Aérodrome d'Yverdon-les-Bains
- LSZH : Aéroport international de Zurich
- LSMH : Aérodrome militaire de St-Stephan
- LSMP : Aérodrome militaire de Payerne
- LSGP: Aérodrome de la Côte
- [LSGT : http://www.aerodrome-gruyere.ch Aérodrome de la Gruyère]
- LSEA : Héliport de Gstaad-inn (région de Berne)
- LSEC : Héliport de Collombey-muraz (région de Canton Vallais)
- LSEG : Héliport de Gampel (région de Canton Vallais)
- LSER : Héliport de Raron (région de Canton Vallais)
- LSEZ : Héliport de Zermatt (région de Canton Vallais)
- LSTB : Aérodrome de Bellechasse
- LSTO : Aérodrome de Môtiers
- LSTR : Aérodrome de Montricher
- LSTS : Aéroport de Flugplatz St Stephan
- LSTZ : Aéroport de Flugplatz Zweisimmen

## LT
Turquie :
- LTAC : Aéroport international Esenboğa
- LTAF : Aéroport international d'Adana-Sakirpasa à Adana
- LTAG : Base aérienne de Incirlik, Adana
- LTAH : Base aérienne d'Afyon, Afyon
- LTAI : Aéroport d'Antalya à Antalya
- LTAK : Aéroport d'Hatay à Antioche (Antakya)
- LTAY : Aéroport de Denizli-Çardak
- LTBA : Aéroport international Istanbul Atatürk
- LTBJ : Aéroport Adnan Menderes à Izmir; 126 m alt – 2 pistes
- LTBS : Aéroport de Dalaman
- LTBT : Base aérienne d'Akhisar, Akhisar
- LTCP : Aéroport de Adiyaman
- LTFJ : Aéroport international Sabiha Gökçen
- LTFM : Aéroport international Istanbul Havalimani

## LU
Moldavie :
- LUBL : Aéroport International Bălţi-Leadoveni

## LX
- LXGB : Aéroport de Gibraltar

## LY
Serbie et Monténégro :
- LYBE : Aéroport Nikola-Tesla de Belgrade
- LYNI : Aéroport Constantin-le-Grand de Niš
- LYPG : Aéroport de Podgorica
- LYTV : Aéroport de Tivat
- LYUE : Aéroport d'Užice-Ponikve

## LZ
Slovaquie :
- LZIB : Aéroport M. R. Štefánik,
- LZKZ : Aéroport international de Košice